# Lucian Penescu
Lucian Penescu (n. 7 martie 1933, Târgoviște, Dâmbovița, România) este un economist și scriitor român.

## Biografie
A absolvit Liceul „Ienăchiță Văcărescu” (1952) și Facultatea de Finanțe Bănci Contabilitate din cadrul Academiei de Studii Economice București (1957). Economist și expert contabil.
A debutat literar în Valachica,  a colaborat la Dâmbovița, Târgoviștea, Legea lui Țepeș, Glasul cetății, Jurnal de Târgoviște, Realitatea dâmbovițeană, Graiul Dâmboviței, Săptămâna, Curier, Litere.
Penescu a publicat romane la Editura Facla din Timișoara sau Editura Eminescu din București.
Este Membru fondator al Societății Scriitorilor Târgovișteni (2005).

## Lucrări scrise
Romane
- Diamante în umbră – Editura Facla, Timișoara, 1975[6]
- O floare pentru eternitate – Editura Eminescu, București, 1977[6]
- Jocul nopții – Editura Eminescu, București, 1978[6]
- Taina – Editura Eminescu, București, 1980[6]
- Un infinit de emoții - Editura Eminescu, București, 1982[6]

## Legături externe
- Lucian Penescu la imdb.com
- Lucian Penescu la goodreads.com

## Vezi și
- Listă de scriitori români
- Catalogul colecției Clepsidra (Editura Eminescu)